# Sambhar
Sambhar là một thành phố và khu đô thị của quận Jaipur thuộc bang Rajasthan, Ấn Độ.

## Địa lý
Sambhar có vị trí 26°55′B 75°12′Đ / 26,92°B 75,2°Đ Nó có độ cao trung bình là 367 mét (1204 feet).

## Nhân khẩu
Theo điều tra dân số năm 2001 của Ấn Độ, Sambhar có dân số 22.293 người. Phái nam chiếm 52% tổng số dân và phái nữ chiếm 48%. Sambhar có tỷ lệ 64% biết đọc biết viết, cao hơn tỷ lệ trung bình toàn quốc là 59,5%: tỷ lệ cho phái nam là 74%, và tỷ lệ cho phái nữ là 53%. Tại Sambhar, 15% dân số nhỏ hơn 6 tuổi.